# Gambämark (album)
Gambämark är ett studioalbum av den finlandssvenska gruppen KAJ. Albumet släpptes den 14 september 2018. Den innehåller låtar från gruppens musikal av samma namn som spelades på Wasa Teater år 2018.

## Låtlista
1. "Hitton Litton" – 2:44
2. "För Gambämark" – 2:58
3. "Dehär e min by" – 3:58
4. "Gunilla" – 3:27
5. "Mäskis-Gunnar" – 3:34
6. "Jag har en vän" – 3:12
7. "Ut ur bygden" – 0:51
8. "E jöutas ti lev" –3:42
9. "Juntton" – 3:24
10. "Bäriking" – 3:01
11. "Tär va he tå" – 3:08
12. "Tå vi e på pass" – 3:17
13. "Talkokraft" – 3:46
14. "Ässol" – 3:52
15. "Hald Käftan (No dansar vi)" – 4:16

## Centrala låter

### Bäriking
Bäriking framförs av Jakob Norrgård i rollen som en österbottnisk bärplockare och ingår som ett elektroniskt shownummer i föreställningen. I scenversionen medverkar hela ensemblen och numret innehåller koreografiska och scenografiska inslag som anknyter till bärplockning och infrysning av bär.

### Dehär e min by
Dehär e min by var inspirerad av Vörå spelmansklubb och Disneys film Lejonkungen, och låten har i detta sammanhang beskrivits som en storskalig ballad som presenterar en fiktiv österbottnisk by och dess invånare. Numret framfördes i musikalens scenproduktion med inslag av koreografi, rekvisita och visuella element som illustrerade bymiljön.

### Hald käftan
Hald käftan (även känd som Hald käftan (no dansar vi)) framförs av karaktären Mäskis-Gunnar, spelad av Kevin Holmström, och var musikalens avslutningsnummer. Musikaliskt har den discoprägel och sammanfattar musikalens sensmoral i textform. Titeln är skriven på österbottnisk dialekt och låttexten blandar humor med inslag av dans och gemenskap.